# Jeff Ward (skådespelare)
Jeff Ward, född 30 december 1986 i Washington, D.C., är en amerikansk skådespelare.
Ward har bland annat medverkat i TV-serie Agents of S.H.I.E.L.D., Hacks och One Piece.

## Filmografi (i urval)
- 2017–2020 – Agents of S.H.I.E.L.D. (TV-serie)
- 2021 – Hacks (TV-serie)
- 2023 – One Piece (TV-serie)